# Povere francescane della Sacra Famiglia
Le Povere Francescane della Sacra Famiglia, dette di Mallersdorf (in tedesco Arme Franziskanerinnen von der Heiligen Familie o Mallersdorfer Schwestern), sono un istituto religioso femminile di diritto diocesano.

## Storia
La congregazione venne fondata da Paul Josef Nardini (1821-1862): parroco di Pirmasens, nel Palatinato, non riuscendo a far giungere presso la sua chiesa religiose di altre congregazioni, nel 1855 diede inizio a un nuovo istituto affidando a due terziarie francescane la cura dei poveri della comunità. Ai tre comuni a tutti i religiosi, le suore di Nardini aggiungevano un quarto voto, quello di annunciare il Vangelo ai poveri attraverso le opere di carità.
La congregazione venne approvata dal vescovo di Spira, Nicolaus von Weis, il 10 marzo 1857 e venne aggregata all'Ordine dei Frati Minori il 16 maggio 1908.
La casa madre nel 1869 venne trasferita nell'ex monastero benedettino di Mallersdorf, in diocesi di Ratisbona, da cui le religiose trassero il nome.
Il fondatore è stato beatificato a Spira nel 2006 con l'approvazione di papa Benedetto XVI.

## Attività e diffusione
Le suore di Mallersdorf sono una delle congregazioni femminili più diffuse della Germania e sono attive in diversi ambiti: cura dell'infanzia, istruzione professionale, assistenza in ospedali e case di riposo, servizio nei seminari, pastorale giovanile.
Oltre che in Germania, le suore sono presenti in Romania e Sudafrica; la sede generalizia è a Mallersdorf, nella Bassa Baviera.
Nel 1980 la congregazione contava 2.261 religiose in 293 case.